# NFL 1967
Die NFL-Saison 1967 war die 48. Saison im American Football in der National Football League (NFL), der damals, zusammen mit der American Football League (AFL), höchsten Footballliga der Vereinigten Staaten. Die Regular Saison begann am 17. September 1967 und endete exakt drei Monate später, am 17. Dezember 1967.
Die New Orleans Saints nahmen 1967 als 16. Franchise den Spielbetrieb in der NFL auf. Das Team wurde der Eastern Conference zugeteilt. Die im Vorjahr neu hinzugekommenen Atlanta Falcons wechselten in die Western Conference. Die zwei Conferences wurden aber dieser Saison in jeweils zwei Divisionen geteilt, wobei in jeder Division vier Mannschaften spielten. Die Divisionen in der Eastern Conference waren dabei die Capitol- und die Century-Division und in der Western Conference die Central- und die Coastal-Division. Die Division-Sieger waren für die Play-offs qualifiziert.
Im NFL Championship Game, welcher später als Ice Bowl bekannt wurde, besiegten die Green Bay Packers die Dallas Cowboys. Der Super Bowl II fand am 14. Januar 1968 statt. Die Oakland Raiders, Meister der American Football League, unterlagen den Packers mit 14:33.

## NFL Draft
Der Draft 1967 fand vom 14. bis 15. März im Gotham Hotel in New York City statt und war der erste gemeinsame Draft der NFL und AFL. Es wurden insgesamt 445 Spieler in 17 Runden ausgewählt, wobei die Baltimore Colts mit dem Defensive Tackle Bubba Smith von der Michigan State University den ersten Spieler im Draft wählten. Eigentlich hätten die New Orleans Saints als neues NFL-Team den ersten Spieler wählen dürfen, hatten jedoch den Pick mit den Colts getauscht.

## Regular Season
| Coastal Division    | Coastal Division | Coastal Division | Coastal Division | Coastal Division | Coastal Division | Coastal Division |
| Team                | S                | N                | U                | SQ 1             | P+               | P−               |
| ------------------- | ---------------- | ---------------- | ---------------- | ---------------- | ---------------- | ---------------- |
| Los Angeles Rams a  | 11               | 1                | 2                | 0,917            | 398              | 196              |
| Baltimore Colts a   | 11               | 1                | 2                | 0,917            | 394              | 198              |
| San Francisco 49ers | 7                | 7                | 0                | 0,500            | 273              | 337              |
| Atlanta Falcons     | 1                | 12               | 1                | 0,077            | 175              | 422              |

| Capitol Division    | Capitol Division | Capitol Division | Capitol Division | Capitol Division | Capitol Division | Capitol Division |
| Team                | S                | N                | U                | SQ 1             | P+               | P−               |
| ------------------- | ---------------- | ---------------- | ---------------- | ---------------- | ---------------- | ---------------- |
| Dallas Cowboys      | 9                | 5                | 0                | 0,643            | 342              | 268              |
| Philadelphia Eagles | 6                | 7                | 1                | 0,462            | 351              | 409              |
| Washington Redskins | 5                | 6                | 3                | 0,455            | 347              | 353              |
| New Orleans Saints  | 3                | 11               | 0                | 0,214            | 233              | 379              |

| Central Division  | Central Division | Central Division | Central Division | Central Division | Central Division | Central Division |
| Team              | S                | N                | U                | SQ 1             | P+               | P−               |
| ----------------- | ---------------- | ---------------- | ---------------- | ---------------- | ---------------- | ---------------- |
| Green Bay Packers | 9                | 4                | 1                | 0,692            | 332              | 209              |
| Chicago Bears     | 7                | 6                | 1                | 0,538            | 239              | 218              |
| Detroit Lions     | 5                | 7                | 2                | 0,417            | 260              | 259              |
| Minnesota Vikings | 3                | 8                | 3                | 0,273            | 233              | 294              |

| Century Division    | Century Division | Century Division | Century Division | Century Division | Century Division | Century Division |
| Team                | S                | N                | U                | SQ 1             | P+               | P−               |
| ------------------- | ---------------- | ---------------- | ---------------- | ---------------- | ---------------- | ---------------- |
| Cleveland Browns    | 9                | 5                | 0                | 0,643            | 334              | 297              |
| New York Giants     | 7                | 7                | 0                | 0,500            | 369              | 379              |
| St. Louis Cardinals | 6                | 7                | 1                | 0,462            | 333              | 356              |
| Pittsburgh Steelers | 4                | 9                | 1                | 0,308            | 281              | 320              |

 Western Conference 0
 Eastern Conference 0
 Divisionssieger

## Play-offs
Die Play-offs fanden vom 23. Dezember 1967 bis zum 7. Januar 1968 statt. Es traten die Sieger der vier Divisionen gegenseitig an. Die Dallas Cowboys und die Green Bay Packers besiegten ihre Gegner in den Conference Championship Games und traten am 31. Dezember gegenseitig an. Die Partie entschieden die Packers mit 21:17 für sich und wurden damit Meister der NFL.
|  | Conference Championship Games | Conference Championship Games | Conference Championship Games |    |                   | NFL Championship Game | NFL Championship Game | NFL Championship Game |
|  |                               |                               |                               |    |                   |                       |                       |                       |
|  |                               | Green Bay Packers             | 28                            |    |                   |                       |                       |                       |
|  |                               | Los Angeles Rams              | 7                             |    |                   |                       |                       |                       |
|  |                               | Los Angeles Rams              | 7                             | W  | Green Bay Packers | 21                    |                       |                       |
|  |                               |                               |                               | W  | Green Bay Packers | 21                    |                       |                       |
|  |                               | E                             | Dallas Cowboys                | 17 |                   |                       |                       |                       |
|  |                               | E                             | Dallas Cowboys                | 17 | Dallas Cowboys    | 52                    |                       |                       |
|  |                               |                               |                               |    | Dallas Cowboys    | 52                    |                       |                       |
|  |                               | Cleveland Browns              | 14                            |    |                   |                       |                       |                       |

## Super Bowl II
Der Super Bowl II fand am 14. Januar 1968 im Orange Bowl in Miami, Florida statt. Der Meister der NFL, die Mannschaft der Green Bay Packers, trat gegen den Meister der AFL, die Oakland Raiders, an. Die Packers besiegten die Raiders mit 33:14, zum Super Bowl MVP wurde zum zweiten Mal in Folge Bart Starr gewählt.
|                        |                       |  | Super Bowl II   |                           |                   |  |                                       |
|                        | Miami 14. Januar 1968 |  | Oakland Raiders | \| \| 14 : 33 \| \| \| \| | Green Bay Packers |  | Orange Bowl Stadium Zuschauer: 75.546 |
| (0:3, 7:13, 0:10, 7:7) | Miami 14. Januar 1968 |  | Oakland Raiders |                           | Green Bay Packers |  | Orange Bowl Stadium Zuschauer: 75.546 |
|                        | 14 : 33               |  |                 |                           |                   |  |                                       |
|                        |                       |  |                 |                           |                   |  |                                       |

## Pro Bowl
Der Pro Bowl wurde am 21. Januar 1968 im Los Angeles Memorial Coliseum zwischen der Eastern und der Western Conference ausgetragen. Das Team der Western Conference gewann mit 38:20. Zu den Most Valuable Players des Pro Bowls wurden der Runningback Gale Sayers und der Linebacker Dave Robinson gewählt.

## Auszeichnungen
| Most Valuable Player         | Johnny Unitas, Quarterback, Baltimore Colts               |
| Coach of the Year            | George Allen, Los Angeles Rams Don Shula, Baltimore Colts |
| Offensive Rookie of the Year | Mel Farr, Runningback, Detroit Lions                      |
| Defensive Rookie of the Year | Lem Barney, Cornerback, Detroit Lions                     |